# Bordado branco
Bordado branco é um termo em bordado que se aplica a uma variedade de técnicas que vão desde os pontos marcantes Mountmellick e Bordado Hardanger aos trabalhos mais delicados como o Ayrshire, o Bordado Richelieu e outros. Tradicionalmente trabalhado com linha branca sobre tecido branco muito empregado em vestidos de noiva, vestes de batismo e vestes religiosas em geral.

## História
Provavelmente a mais antiga peça conhecida em bordado branco é uma rede de cabelos dinamarquesa encontrada em um túmulo de 3000 anos, desde então o bordado branco aparece em diferentes formas na cultura de muitos países.
O bordado branco também foi tradicional na Dinamarca, como o bordado Hedebo sobre tecido de linho.

## Galeria

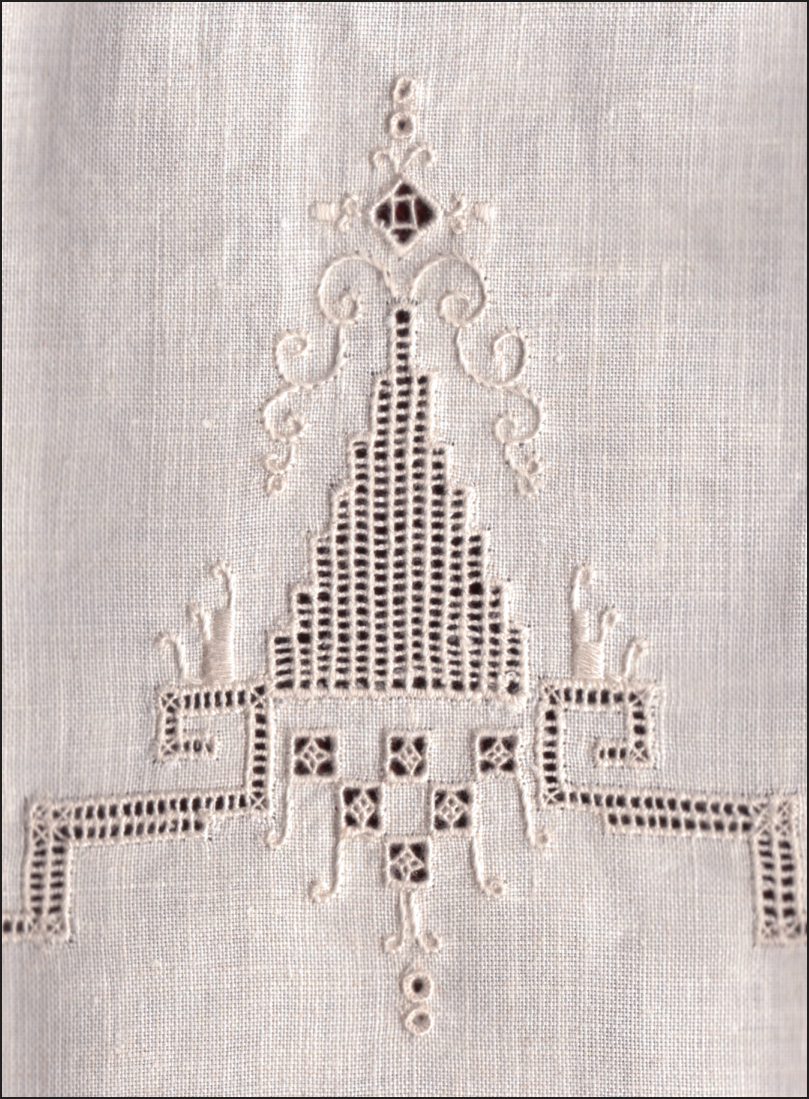
Detalhe de bordado branco sobre tecido de linho, os pontos presentes são ponto cheio e ponto haste
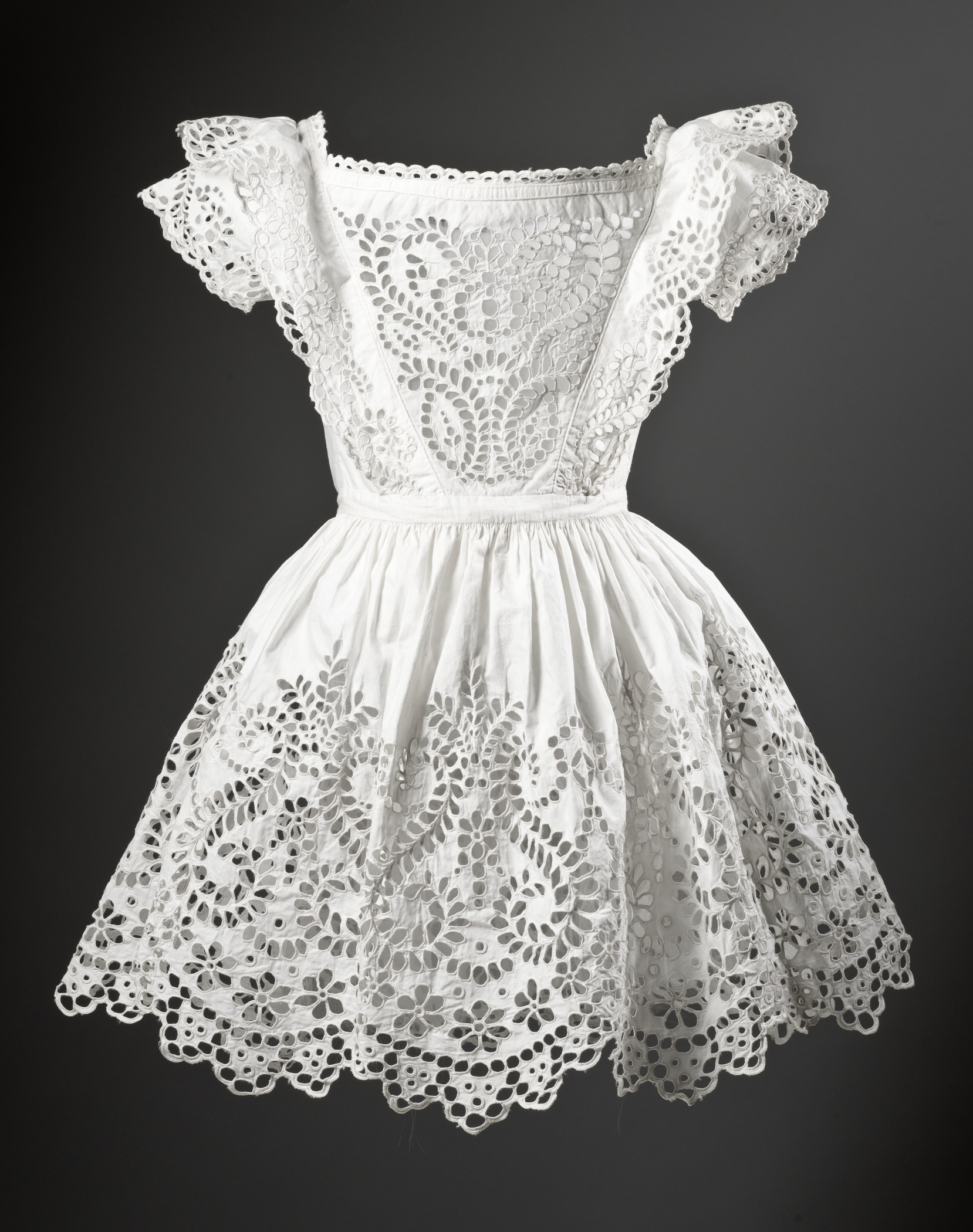
Veste de criança em Bordado inglês, cerca de 1855
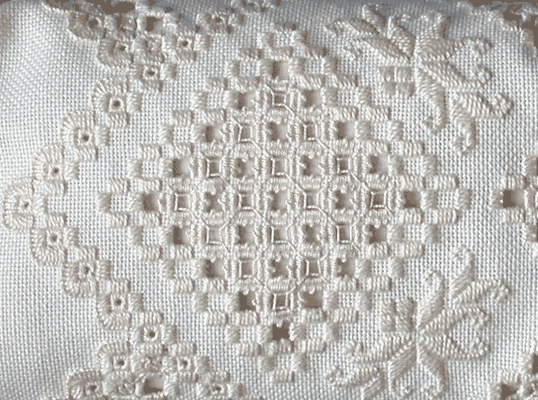
Detalhe de bordado Hardanger